# Neskevaaraïta-Fe
La neskevaaraïta-Fe és un mineral de la classe dels silicats, que pertany al grup de la labuntsovita. Rep el nom de la seva localitat tipus, el mont Neskevaara, a Rússia.

## Característiques
La neskevaaraïta-Fe és un ciclosilicat de fórmula química K₃Na₂Fe2+(Ti,Nb)₄(Si₄O₁₂)₂(O,OH)₄·5-6 H₂O. Cristal·litza en el sistema monoclínic. La seva duresa a l'escala de Mohs és 5.
Segons la classificació de Nickel-Strunz, la neskevaaraïta-Fe pertany a «09.CE - Ciclosilicats amb enllaços senzills de 4 [Si₄O₁₂]8- (vierer-Einfachringe), sense anions complexos aïllats» juntament amb els següents minerals: papagoïta, verplanckita, baotita, nagashimalita, taramel·lita, titantaramel·lita, barioortojoaquinita, byelorussita-(Ce), joaquinita-(Ce), ortojoaquinita-(Ce), estronciojoaquinita, estroncioortojoaquinita, ortojoaquinita-(La), labuntsovita-Mn, nenadkevichita, lemmleinita-K, korobitsynita, kuzmenkoïta-Mn, vuoriyarvita-K, tsepinita-Na, karupmøllerita-Ca, labuntsovita-Mg, labuntsovita-Fe, lemmleinita-Ba, gjerdingenita-Fe, tsepinita-K, paratsepinita-Ba, tsepinita-Ca, alsakharovita-Zn, gjerdingenita-Mn, lepkhenelmita-Zn, tsepinita-Sr, paratsepinita-Na, paralabuntsovita-Mg, gjerdingenita-Ca, gjerdingenita-Na, gutkovaïta-Mn, kuzmenkoïta-Zn, organovaïta-Mn, organovaïta-Zn, parakuzmenkoïta-Fe, burovaïta-Ca, komarovita i natrokomarovita.

## Formació i jaciments
Va ser descoberta al mont Neskevaara, situat al massís alcalí-ultrabàsic de Vuoriyarvi, a l'óblast de Múrmansk (Districte Federal del Nord-oest, Rússia). També ha estat descrita a la mina d'apatita, al mont Kukisvumtxorr, al massís de Khibini, també a l'óblast de Múrmansk. Aquests dos indrets són els únics de tot el planeta on ha estat descrita aquesta espècie mineral.